# Жюльен де Гренье
Жюлье́н де Гранье́

(де Гренье
;
фр. Julien de Grenier; † 1275) — сеньор Сидона в 1247—1260 годах, позже — титулярный
.
Сын и наследник Балиана I де Гранье и Маргариты де Рейнель

(дочери Арно де Рейнеля и Иды де Бриенн, младшей сестры Иоанна де Бриенн).
В 1252 году Жюльен женился на Евфимии († 1309), дочери царя Киликийской Армении Хетума I. Брак завершился разводом в 1263 году. У Жюльена и Евфимии было трое детей — Балиан II († 1277 или 1278), Жан († 1289) и Маргарита (стала женой Ги II Эмбриако).
С 1256 по 1261 год предположительно имел связь с вдовой кипрского короля Генриха I, Плезанцией Антиохийской
.
По одной из версий, папское письмо De sinu patris, адресованное «Nobili viro J. comiti» («Знатному графу Ж.»), могло быть направлено именно Жюльену (другой предполагаемый адресат — Жан Ибелин Яффаский). Понтифик призывает Ж., покинувшего свою супругу, сестру царя Армении, ради знатной особы, оставить эту женщину и вернуться к жене и детям.

Жюльен разбогател благодаря браку с Евфимией, однако вскоре залез в долги и разорился, чему способствовал игорный проигрыш. Он был вынужден по частям распродавать свой домен: в 1254 году продал Казаль-Робер госпитальерам, в 1256—1257 годах — Шуф, Гезен и Грот Тирона тевтонцам (за 23 тысячи безантов), затем — три поместья близ Сидона (за 5 тысяч безантов)
.
В 1255 году Жюльен отдал землю в прибрежной деревне Дамур эмиру Джамал ад-Дину из области Бейрута
.
В 1258—1260 годах, в разгар столкновений между венецианцами и генуэзцами (война святого Саввы), Жюльен воевал против своего дяди Филиппа де Монфора, сеньора Тира, поддерживавшего генуэзцев
.
Около середины 1260 года, когда монголы громили сирийских эмиров, Жюльен, по выражению Ж. Ришара, «увидел в катастрофе, постигшей Сирию, лишь ещё одну возможность пограбить». Из замка Бофор он совершил рейд на Марж Айюн и захватил богатую добычу. Племянник монгольского полководца Китбуки устремился вслед ним, но был уничтожен вместе со своим небольшим отрядом. В ответ Китбука осадил Сидон. Жюльен храбро сражался перед городом, чтобы дать возможность населению спастись, а затем с помощью двух генуэзских галер, шедших из Тира в Армению, переправился в морскую цитадель. Монголы разграбили нижний город, перебили людей и снесли крепостные стены, но не стали атаковать наземные и островные укрепления.

Этот эпизод усилил взаимное недоверие монголов и франков и осложнил возможность заключения военных союзов против мусульман.
В тот же год Жюльен продал весь свой фьеф вместе с Сидоном и Бофором тамплиерам, не испросив королевское разрешение и не посоветовавшись с тестем, киликийским царём. По феодальным понятиям это была измена, но ввиду очевидной бедности Жюльен был прощён и обязан только выставлять на королевскую службу нескольких рыцарей.
. Ставший королём Гуго Антиохийский обязал его исполнять военную повинность, уступив фьеф-ренту в 10000 безантов, который после смерти Жюльена должны были получать его сыновья Балиан и Жан.

Лишившись своих владений, Жюльен присоединился к тамплиерам, а затем покинул орден, став тринитарием, в каковом качестве и скончался в 1275 году.
Согласно характеристике, приведённой автором «Деяний киприотов», известным как Тирский тамплиер, Жюльен обладал могучим телосложением, был доблестным рыцарем, отважным и сильным, но притом довольно безрассудным и с недостатком здравого смысла; он предавался плотским страстям, был заядлым игроком и довёл себя до разорения игрой
.
С. Рансимен резюмирует: Жюльен не унаследовал ничего от острого ума своего деда Рено. Р. Груссе называет его «тяжёлым бароном с лёгкой головой».